# 63

## Події
- Консули Гай Меммій Регул і Луцій Вергіній Руф.
- Римський полководець Гней Доміцій Корбул завойовує Вірменію.
- Трдат I повертається до Вірменії. Мир між Парфією і Римом.
- Приєднання Понтійського царства до Риму.
- Похід Плавтія Сільвана на скіфів;

## Народились
- 21 серпня — Клавдія Августа, єдина дочка Нерона, яка померла у віці 4 місяців.